# 우치데역
우치데역(일본어: 打出駅, うちでえき)은 일본 효고현 아시야시에 있는 한신 전기철도 본선의 역이다. 역 번호는 HS 19이다.

## 역사
- 1905년 4월 12일: 한신 본선의 개통과 동시에 영업 개시.
- 1995년
  - 1월 17일: 한신・아와지 대지진 발생으로 한신 본선은 운휴되고 영업 정지.
  - 1월 26일: 고시엔 ~ 아오키 역 구간 운행 재개.
- 2006년
  - 7월: 배리어 프리화 공사 시작.(개찰구 지상화, 엘리베이터 신설, 승강장 연장 등)
  - 10월 28일: 준급 정차역이 됨(우메다 행만 운행).
- 2007년 4월 1일: 배리어 프리화 공사 완료.
- 2009년
  - 3월 19일: 이 날을 마지막으로 본선 준급 운행 종료.
  - 3월 23일: 3월 20일의 다이아 개정 후 최초의 평일 열차 운행표 발행. 이 날부터 구간 특급 정차 개시.
- 2013년 9월 23일: 역 승강장의 조명이 모두 LED로 교환됨.
- 2014년 4월 1일: 역 번호 도입.

## 역 구조
상대식 승강장 2면 2선의 고가역이다. 분기기, 절대 신호가 없어 정류장으로 분류된다. 개찰구는 각 승강장의 우메다 방향에 1개소씩 설치되어 있다.
개찰 내에는 두 승강장을 연결하는 지하도가 설치되어 각 승강장에는 개찰 층과 플랫폼 층으로 지하도를 잇는 엘리베이터가 설치되어 있다. 개찰 내의 각 승강장 사이 및 고베 방면 승강장에 설치되어 있고 화장실로의 이동은 배리어 프리에서 이동할 수 있는 배치이다.
또한, 이 지하도는 배리어 프리화 공사가 시공될 때까지 개찰구로 사용되고 있었다. 공사 종료 후에는 개찰 안쪽 혹은 바깥쪽에 각각 독립된 지하도이다.

### 승강장
| 승강장 | 노선   | 방향 | 행선                                         |
| ------ | ------ | ---- | -------------------------------------------- |
| 1      | ■ 본선 | 상행 | 아마가사키・오사카 (우메다)・난바・나라 방면 |
| 2      | ■ 본선 | 하행 | 고베 (산노미야)・아카시・히메지 방면         |

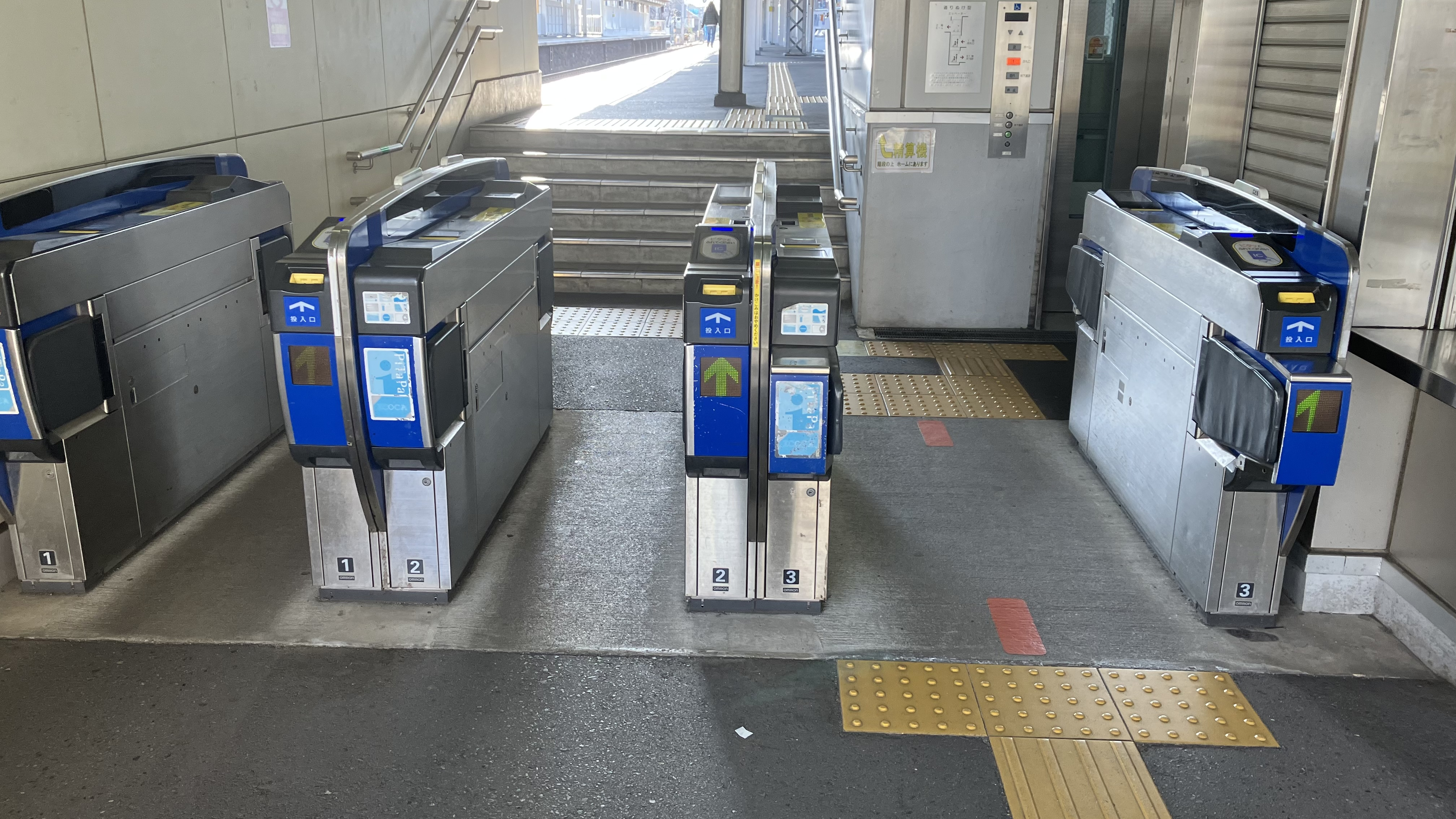
실제로는 구내에 상기의 역 번호 표기는 없지만, 공식 사이트 내에서는 상행 승강장이 1번, 하행 승강장이 2번으로 알려졌다. 승강장 유효 길이는 19m급 한신 차량 6량 편성분으로, 배리어 프리화와 함께 승강장 유효 길이는 연장되어 2006년 10월 28일 ~ 2009년 3월 19일까지는 상행 준급이, 동년 3월 20일 이후에는 구간 특급이 정차하게 되었다. 21m급의 긴키 닛폰 철도 차량 6량 편성 정차 불가.   - 오사카 우메다 방면 개찰구
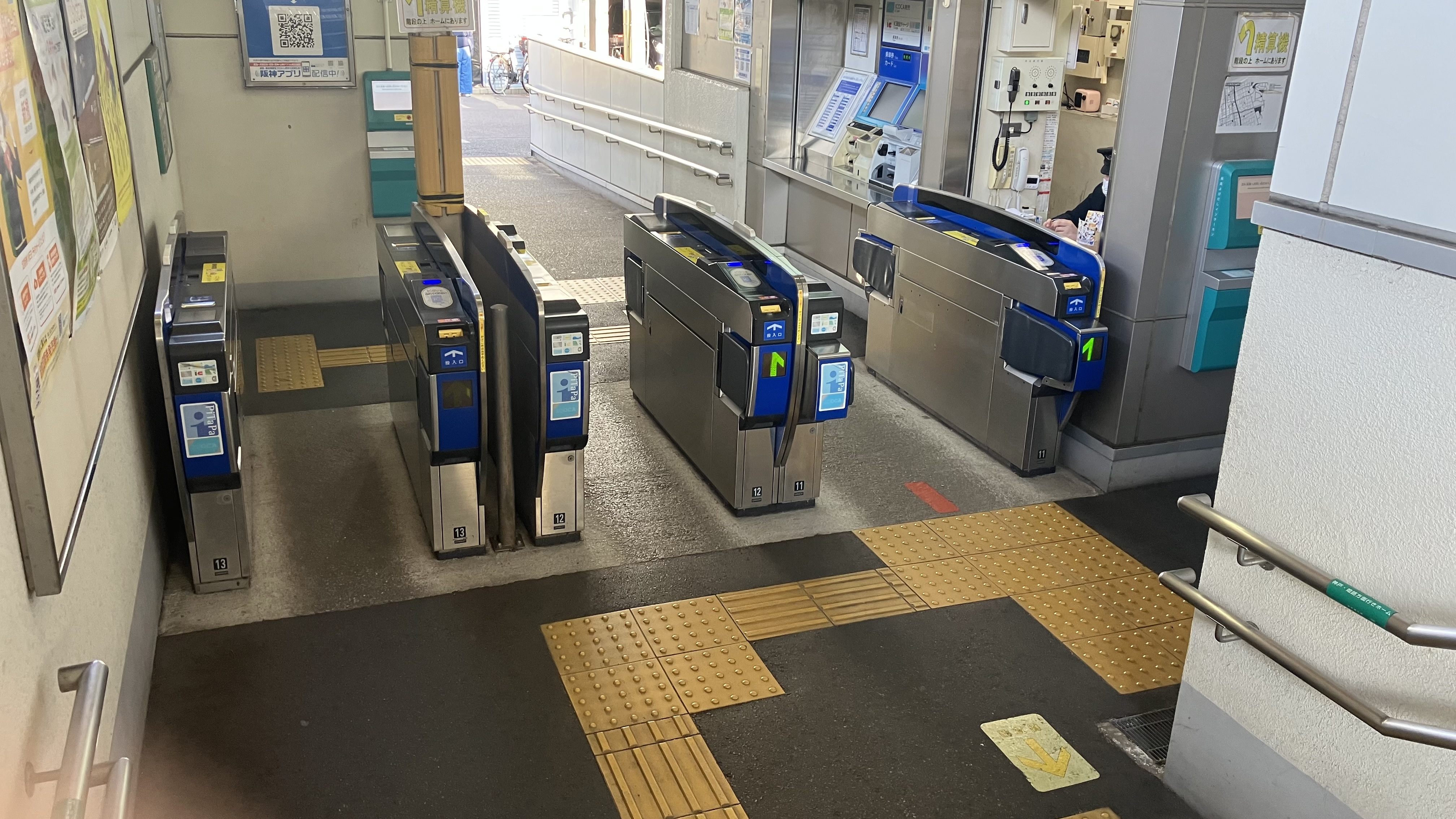
고베 산노미야 방면 개찰구
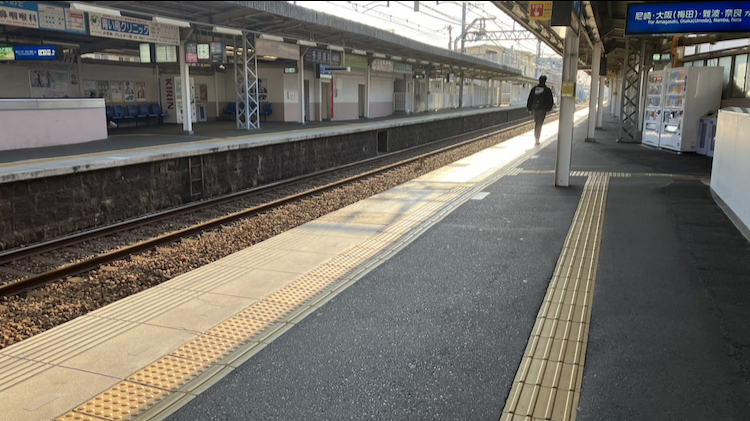
승강장
  - 고베 산노미야 방면 개찰구
  - 승강장

## 역 주변
본 역의 소재 동명은 "아시야 시 우치데코즈치초"(うちでこづちちょう)에서 "우치데코즈치"의 전설 연고지이다.
역 남쪽에는 상점가가 있고, 편의점과 음식점 등이 있다.
- 우치데텐 신사
- 가네쓰야마 고분
- 아시야 시 우치데 교육 문화센터
- 아시야 시립 도서관 우치데 분실 - 메이지 시대에 세워진 은행을 이축한 것으로 등록 유형 문화재이다.
- 우치데 공원 - 2010년경까지 타이완원숭이 등 작은 동물이 사육되고 있었다.
- 아시야 우치데코즈치 우체국 - 1999년 11월 1일에 아시야 우치데 우체국에서 명칭 변경.
- 우치데 상점가
- 아시야 시립 미야가와 초등학교

## 인접역
| 한신 전기철도 ■ 본선     | 한신 전기철도 ■ 본선           | 한신 전기철도 ■ 본선       |
| ------------------------ | ------------------------------ | -------------------------- |
| HS 18 고로엔 우메다 방면 | ■ 구간특급(우메다 행만) ■ 보통 | 아시야 HS 20 신카이치 방면 |